# Saison 12 de New York Police Blues
 (septembre 2024).
Si vous disposez d'ouvrages ou d'articles de référence ou si vous connaissez des sites web de qualité traitant du thème abordé ici, merci de compléter l'article en donnant les références utiles à sa vérifiabilité et en les liant à la section « Notes et références ».
Cet article présente le guide de la saison 12 de la série télévisée New York Police Blues (N.Y.P.D. Blue).
Les vingt épisodes de cette douzième saison sont :

## Épisode 1Un nouveau départ
- États-Unis : 21 septembre 2004
- France : 14 novembre 2005 sur Canal Jimmy

- Joel Bissonnette (Eric Praegitzer)
- Leon Russom (Larry Praegitzer)
- Constance Zimmer (Zoe Prentiss)
- Jason Cerbone (Officer Ted Keogh)
- Lou Myers ("King Tut")
- Matt Bushell (Charlie Isadore)
- Josh Jacobson (Jason "Road Dog" Keys)
- Cathryn de Prume (Denise) Leslie Stevens (Julianne Sturdivant)

## Épisode 2:Mise à pied
- États-Unis : 28 septembre 2004
- France : 21 novembre 2005 sur Canal Jimmy

- Scott William Winters (Stan Hatcher)
- Mackenzie Phillips (Lorraine Stuval)
- Scott Atkinson (Steve McClintock)
- Myndy Crist (Carly Landis, RN)
- Jeff Kober (Leon Belkin)
- Gill Gayle (Lenny Kessler)
- Alan Davidson (Joe Hess)
- Jeffrey Hutchinson (Michael Cosin)
- Steve Monroe (Off. Shane)
- Tara Chocol (Pauline Weikel)
- Louis Iacoviello (Policier en uniforme)
- Rachel Bailit (Coco)

## Épisode 3:Vengeance du passé
- États-Unis : 12 octobre 2004
- France : 21 novembre 2005 sur Canal Jimmy

- Austin Majors (Theo Sipowicz)
- Scott William Winters (Stan Hatcher)
- Casey Siemaszko (Pat Fraker)
- Bob Koherr (Drew DeRoche)
- Kristen Shaw (Eliza Todd)
- James Avery (Steve Pines)
- Sue Cremin (Hilary Blair)
- Jocko Sims (Ben Pines)
- Michael Shamus Wiles (barman)
- Gloria Garayua (Anna)
- Pamela Roberts (Victoria Brinker)
- Sami Simkin (Kelly)
- Jamie Sorrentini (Angela)
- Ray LaTulipe (Josh Astrachan)

## Épisode 4:Séparations de biens
- États-Unis : 19 octobre 2004
- France : 28 novembre 2005 sur Canal Jimmy

- Elizabeth Lackey (ADA Lori Munson)
- John de Lancie (Scott Garvin)
- Joshua Leonard (Todd Garvin)
- Christopher Curry (Barry Henning)
- Holly Fulger (Lainie Rutter)
- Lisa Banes (Atty. Calhoun)
- Richard Lawson (Special Agent Wycoff)
- Scott Atkinson (Steve McClintock)
- Ross Partridge (Parks Benton)
- Lisa Rotondi (Mandy)
- Gibby Brand (Judge Carrazo)
- Lorry Goldman (Steve Kaufman)
- Amy Lyndon (Tanya Larkin)
- Ray LaTulipe (Josh Astrachan)
- Michael Leydon Cambell (Special Agent Kevin Silas)
- Timilee Romilini (Samantha Lewitis)
- Billy Concha (Off. Miller)

## Épisode 5:La Colère de Sipowicz
- États-Unis : 26 octobre 2004
- France : 28 novembre 2005 sur Canal Jimmy

- Scott William Winters (Stan Hatcher)
- Samaire Armstrong (Christine)
- Scott Allan Campbell (Sgt. Jerry Martens, IAB)
- Ed O'Ross (Pat Carr)
- Brian Goodman (Mickey Cole)
- Tony Colitti (Larry Mytelka)
- Richard Fancy (Howard Seigal)
- Joe Maruzzo (Burt Suvero)
- Samantha Smith (Corrine O'Malley)
- Michael Potter (Chief Dan Hatcher)
- Cheryl Francis Harrington (réceptionniste)
- Fitz Houston (Chuck)
- Jonah Hill (secrétaire)
- Dean Hill (Al)
- Mari Weiss (Norma)
- Jamie Foss (Female Friend)

## Épisode 6:Le Revenant
- États-Unis : 9 novembre 2004
- France : 5 décembre 2005 sur Canal Jimmy

- Dennis Christopher (Gerard Prosser)
- Lee Garlington (Margaret Lidz)
- Richard Herd (Jimmy McGowan)
- James Bulliard (Andy Manooghian)
- Yvonne DeLaRosa (en) (Jackie Perez)
- Hector Atreyu Ruiz (Frankie Rosales)
- Norma Maldanado (Linda Sanchez)
- William Stanford Davis (Howard Jackson)
- Fatso-Fasano (Jamal)
- Bobby Kaman (Ismet Vukaj)
- Brendan Kelly (Gavin Loughery)
- Kitty Swink (Dr. Scattergood)
- Paul Lima (Jason)
- Kasey Wilson (Mara)
- Andrew Sikking (sergent en uniforme)
- Michael Tinker (Tommy)

## Épisode 7:Les Ennemis de Medavoy
- États-Unis : 16 novembre 2004
- France : 5 décembre 2005 sur Canal Jimmy

- Cyrus Farmer (Craig Woodruff)
- Andre Jamal Kinney (Michael Woodruff)
- Salli Richardson (Bobbi Kingston)
- Elizabeth Lackey (ADA Lori Munson)
- Clare Wren (Lucy Welker)
- Kathryn Meisle (Janet Welker)
- Jude Ciccolella (Simon Kerensky)
- Barry Shabaka Henley (Archie Day)
- Richard Herd (Jimmy McGowan)
- Victor Raider-Wexler (Judge Kolisch)
- Larry Poindexter (Barrett Gooden)
- Michael Olifiers (Carl Melon)
- Kate Mulligan (Emily Friedman)
- Christopher Amitrano (Lou DaSilva)
- Joe Sabatino (Policier en uniforme)
- Matt Gottlieb (Bystander)

## Épisode 8:Témoin sous surveillance
- États-Unis : 23 novembre 2004
- France : 12 décembre 2005 sur Canal Jimmy

- Cyrus Farmer (Craig Woodruff)
- Elizabeth Lackey (ADA Lori Munson)
- Salli Richardson (Bobbi Kingston)
- Clare Wren (Lucy Welker)
- Kathryn Meisle (Janet Welker)
- Jude Ciccolella (Simon Kerensky)
- Barry Shabaka Henley (Archie Day)
- Scott Burkholder (Ike Kerensky)
- Larry Poindexter (Barrett Gooden)
- Victor Raider-Wexler (Judge Kolisch)
- John Mariano (Off. Gary Moretti)
- Michael Olifiers (Carl Melon)
- Kate Mulligan (Emily Friedman)
- Ken Abraham (Butchie)
- Jack Lindine (Rick Anders)
- Salli Saffroti (Maxine Serasulo)
- Johnny Liska (Policier en uniforme)
- Roxanna Brusso (Off. Turley)
- Mark Chaet (Norman Kerasik)
- Michael Durrell (Judge Harris Kepler)

## Épisode 9:Le Sacrifice
- États-Unis : 30 novembre 2004
- France : 12 décembre 2005 sur Canal Jimmy

- Andre Jamal Kinney (Michael Woodruff)
- Cyrus Farmer (Craig Woodruff)
- Ken Marino (Det. Gerard Donnelly)
- Christine Estabrook (Lynn Cahill)
- Dawnn Lewis (Jocelyn Barker)
- Paula Newsome (Tammy Carlyle)
- Ned Schmidtke (Father McIntyre)
- Mark Chaet (Norman Kerasik)
- Gregg Daniel (Harold Barker)
- Paul Butcher (Eddie Cowan)
- Eddie Kehler (Eric Larson)
- Colton James (Tennyson Singer)
- Bob Pescovitz (Claude Singer)
- Stephanie Nash (Prudence Singer)
- Matt DeCaro (Emmet Minor)
- Dmitri Boudrine (Stanko Causevic)
- J. Patrick McCormack (Connor Schmertz, Trial Commissioner)
- Shawn Michael Patrick (Scott Drazin)

## Épisode 10:La Mort du frère
- États-Unis : 7 décembre 2004

- Mary Page Keller (Brigid Scofield)
- Alyson Reed (Kathleen Halloran)
- Corey Stoll (Martin Schweiss)
- Jacqueline Torres (Elena Lozada)
- Michael Holden (Cort Halliday)
- Hank Stratton (Eddie "Jerome King" Palm)
- Nikita Ager (Alyssa Pelican)
- David Raibon (Ricky Carson)
- James McBride (Off. Mike Shannon)
- Sam Pancake (James Westphal)
- Michael Adler (Stanley Allen)
- Jon Cellini (Plainclothes Officer)
- Trent Gill (Bobby Halliday)
- Jane Downs (Heather Bell)
- Rick Fitts (Proctor)
- Henry Murph (N.D. Det. "Hank" Harold)
- Michael Edward Rose (IAB Tech)

## Épisode 11:Changement de cap
- États-Unis : 14 décembre 2004

- Elizabeth Lackey (ADA Lori Munson)
- Mary Page Keller (Brigid Scofield)
- Chad Allen (Kyle Tanner)
- Arjay Smith (Tyler Newell)
- Ricky Harris (Stanley Newell)
- David Garrison (Dr. Russell Fain)
- Carl Anthony Payne (Lucas Benchley)
- Jesse D. Goins (Marcus Dayton)
- Steven Anderson (Howard Serny)
- Michael Kagan (Judge Lasak)
- Robert Clotworthy (Roger)
- Marcus Brown (Byron)
- Michael Anthony Scott (Kevin)
- Byron Cotton (Benny "Pee Wee" Jenkins)
- Joseph Carberry (sergent en uniforme)
- Hugh Holub (Attorney)
- Gary A. Rodriguez (Policier en uniforme)
- Sam Moyer (serveur)

## Épisode 12:Un homme à femmes
- États-Unis : 21 décembre 2004
- France : 9 janvier 2006 sur Canal Jimmy

- William Russ (Hal Matheson)
- Mary Page Keller (Brigid Scofield)
- Judith Hoag (Paige Matheson)
- Corbin Bernsen (Bob Cavanaugh)
- Robin Bartlett (Evelyn Winker)
- Kimberly Quinn (Annabelle Rhulen "Matheson")
- Rae Allen (Bertha Kunitz)
- Vic Polizos (Nick Mastriano)
- Cameron Dye (Paul Hartley)
- Brenda Bakke (Claudia Weintraub)
- Edward Edwards (en) (Norman Reese)
- Antoinette Peragine (Nancy Donavan)
- Nancy Linari (Allie Reese)
- Jennifer Straley (réceptionniste)
- Ray LaTulipe (Josh Astrachan)

## Épisode 13:Meurtres chez les repentis
- États-Unis : 11 janvier 2005
- France : 9 janvier 2006 sur Canal Jimmy

- Zeljko Ivanek (Justin Deroos)
- Elizabeth Lackey (ADA Lori Munson)
- Myndy Crist (Carly Landis)
- Jim Metzler (Roger Harborn)
- Joanna Canton (Kerri Heath)
- Juan Garcia (Henry Delgado)
- Paul Lieber (Max Peck)
- Sasha Mitchell (Darian Lasalle)
- Karl Makinen (Nathan Creek)
- Rochelle Robinson (Ina)
- Stephen O'Mahoney (Policier en uniforme)
- Jeris Lee Poindexter (Leader #1)
- George LaPorte (Warren)
- Scott Conte (George)
- Kelly McCool (Leader #2)
- Nino Neuboeck (Bodybuilder)
- Scott Atkinson (Steve McClintock) Henry Murph (N.D. Det. "Hank" Harold)

## Épisode 14:Mort lente
- États-Unis : 18 janvier 2005
- France : 16 janvier 2006 sur Canal Jimmy

- JB Blanc (Alex Stratis)
- Elizabeth Lackey (ADA Lori Munson)
- Onahoua Rodriguez (Paula)
- Mike Genovese (Charlie Quinn)
- Delaine Yates (Sheila Quinn)
- Anastasia Basil (Melanie Stratis)
- Troy Ruptash (Brendan Quinn)
- Darryl Theirse (Antoine Brown)
- Robb Derringer (Bobby Friedman)
- Amanda Carlin (Vivian Howe)
- Terry Hoyos (Aunt Sylvia)
- Robin Karfo (Margot Wylie)
- Dorothy Constantine (Theodora Stratis)
- Sam Vance (Ernie Goldman)
- Philip Angelotti (Policier en uniforme #3)
- James Eugene Davis (Policier en uniforme #2)
- Lisa Marie Jabboury (Lisa)
- Andrew Sikking (sergent en uniforme)
- Ray LaTulipe (Josh Astrachan)
- Michael Echols (Policier en uniforme #1)

## Épisode 15:La Bomba
- États-Unis : 25 janvier 2005
- France : 16 janvier 2006 sur Canal Jimmy

- Elizabeth Lackey (ADA Lori Munson)
- Geoff Pierson (Phil Beckett)
- Cindy Pickett (Francine Beckett)
- Kristin Richardson (Elizabeth Keenan)
- Joanna Sanchez (Inez Garcia)
- Lynsey Bartilson (Quinnie Stein)
- Jeff Licon (Javier Garcia)
- Chad Todhunter (Serge Gottlieb)
- Adoni Maropis (Avi Mosher)
- Peter Birkenhead (Jared Tinsley)
- Jim Jansen (Dr. Roger Weaver)
- Shannon O'Hurley (Rachel Tinsley)
- Brad Grunberg (Nathan)
- James Quattorchi (Bomb Squad Sgt.)
- Michael Sabatino (Off. Martelli (Uniform)) Gene Borkan (Al)

## Épisode 16:Meurtre à l'hospice
- États-Unis : 1er février 2005

- Elizabeth Lackey (ADA Lori Munson)
- Nichole Hiltz (Amy Rasmussen)
- Nan Martin (Enid)
- William McNamara (Richard Pencava)
- Anna Berger (Belle)
- Julie Payne (Judith Howell)
- Rikki Klieman (Nora Rosenthal)
- Rachelle Carson (Lillian Jacobs)
- Octavia Spencer (Eleanor Jackson)
- Ed Lauter (Jerry Rasmussen)
- Herb Irvine (Policier en uniforme)
- Joseph Carberry (Policier en uniforme #2)
- Andre Marcellous (sergent au bureau)
- Joe Sabatino (Policier en uniforme)
- Tim Halligan (John Fitzsimmons)
- Lisa Marie Jabboury (Lisa) Ray LaTulipe (Josh Astrachan)
- Phil Abrams (Dr. Marra)
- John Aprea (Owen Munson)

## Épisode 18:Meilleures ennemies
- France : 30 janvier 2006 sur Canal Jimmy

## Épisode 19:Une vraie promotion
- France : 30 janvier 2006 sur Canal Jimmy

- Bill Clark, Elizabeth Lackey (ADA Lori Munson)
- Mary Page Keller (Brigid Scofield)
- Sam McMurray (Lt. Jeff Henry)
- Boris Krutonog (Mischa "Russian Mike" Nasikoff)
- Shishir Kurup (Adeeb Amar)
- David Ackert (Ibrahim Moussadiq)
- Alex Veadov (Sergei Yesenin)
- James Martin Kelly (Chief Duffy)
- Aleksandra Kaniak (Dasha "Varenka" Kasanov)
- John Rosenfeld (Nick Macklin)
- Sima Kostov (Panya)
- Natasha Alam (Elena)
- Peter Anthony Rocca (Chief's Driver)
- Carolyn Manor (Aide)
- Chuck O'Neil (Charles Lusk)
- Christopher Boyer (Larry)
- Robert Reinis (Policier en uniforme #1)

## Épisode 20:Le Nouveau Chef
- France : 30 janvier 2006 sur Canal Jimmy